# Stephan Lück (Kirchenmusiker)
Stephan Lück (* 9. Januar 1806 in Linz am Rhein; † 3. November 1883 in Trier) war ein deutscher Theologe, Kirchenmusiker und Herausgeber.
Nach einem Studium der  katholischen Theologie in Bonn und Trier wurde Lück am 20. September 1828 zum Priester geweiht; und wirkte anschließend als Kaplan in Kreuznach und Pfarrer von Waldalgesheim.
1835 ernannte ihn Bischof Josef von Hommer zum Professor für Moraltheologie am Bischöflichen Priesterseminar in Trier, wo er bis 1849 dieses Fach lehrte und außerdem über Kirchenmusik dozierte.
Am 27. Januar 1848 wurde Lück zum Domkapellmeister des  Trierer Domes ernannt, ihm oblag damit neben der Leitung der Dommusik auch die der Dommusikschule; dieses Amt bekleidete er bis Ende Juli 1853. Am 11. Februar 1849 wurde er von Bischof Wilhelm Arnoldi außerdem zum Domkapitular und Dompönitentiar, 1868 dann auch zum Dompfarrer ernannt.
Die 1846 erfolgte Herausgabe des ersten Trierer Diözesangesangbuches, welches den meisten deutschsprachigen Diözesangesangbüchern der Folgezeit zum Muster wurde, wurde von Stephan Lück vorgenommen.
Außerdem verfasste er eine „Theoretisch-praktische Anleitung zur Herstellung eines würdigen Kirchengesanges“, in der er sich vornehmlich dem Aufbau und der Ausbildung der Kirchenchöre widmete.
Bereits zuvor hatte er auf verschiedenen Reisen in Bibliotheken und Archiven des In- und Auslandes Aufführungsmaterialien von Werken der altklassischen Vokalpolyphonie gesammelt und mit nach Trier gebracht, die er dann in seiner »Sammlung ausgezeichneter Compositionen für die Kirche« der Öffentlichkeit zugänglich gemacht; diese Sammlung erlangte als Standardwerk zur geistlichen Musik des 16. und 17. Jahrhunderts neben der „Musica Divina“ des mit ihm befreundeten Carl Proske große Bedeutung und war weit verbreitet. Die 2., erweiterte Auflage dieses Werkes wurde von Michael Hermesdorff vorgenommen, auch dieser starb vor Abschluss der Editionsarbeiten, weshalb der noch ausstehende 4. Band von Heinrich Oberhoffer herausgegeben wurde.

## Werke
- Die Feier der Sonn- und Festtage als Förderungsmittel des religiös-sittlichen Lebens, Trier 1840;
- Gesang- und Gebetbuch für die Diözese Trier. Hrsg. vom Bischöfl. General-Vicariat. Stereotyp-Ausgabe, Trier 1846
- Gesang- und Gebetbuch für die Diözese Trier für vier Singstimmen und Orgel begleitet, bearb. von L., Professor der Moraltheol. am Priester-Seminar. Herausgegeben vom Bischöfl. General-Vicariat, Trier 1847
- Theoret.-prakt. Anleitung zur Herstellung eines würdigen Kirchengesanges, Trier 1856, 18582
- Sammlung ausgezeichneter Compositionen für die Kirche, 2 Bde., Trier 1859; 2. verb. u. vermehrte Aufl. hrsg. von Michael Hermesdorff, 4 Bde. (Bd. IV, hrsg. von Heinrich Oberhoffer), Leipzig 1884–1885; 3. unveränd. Auflage, Regensburg 1907 (auch in frz. und engl. Sprache)
- Vierstimmige Motette für gemischten Chor »Beati omnes, qui timent Dominum« (Ms. im Bistumsarchiv Trier, Abt. 104, Nr. 13100)